# Paul Martin (Canada)
Paul Edgar Philippe Martin (Windsor (Ontario), 28 augustus 1938) is een Canadees politicus en was de 21ste minister-president van Canada van 12 december 2003 tot 6 februari 2006.
Paul Martin werd in 1938 in Windsor geboren als zoon van de politicus Paul J. J. Martin sr. Na geschiedenis en filosofie te hebben gestudeerd aan de universiteit van Toronto volgde hij in zijn vaders spoor en studeerde rechten. Na diverse betrekkingen in de private sector vervuld te hebben kocht Martin samen met een partner de Canada Steamship Lines; het eigendom daarvan bezorgde hem een fortuin.
In 1988 werd Martin voor het eerst verkozen in het House of Commons, het Canadese Lagerhuis als lid van de Liberal Party of Canada voor het kiesdistrict LaSalle-Émard. In 1990 verloor hij de strijd om het leiderschap van zijn partij aan de latere minister-president Jean Chrétien en hij werd in 1993 na een liberale verkiezingsoverwinning door Chrétien tot minister van Financiën benoemd. In die positie was hij verantwoordelijk voor de verdwijning van het begrotingstekort. Sinds de leiderschapsrace voor de Liberale Partij in 1990 waren er constant spanningen tussen Chrétien en Martin die in 2002 ten slotte leidden tot Martins ontslag uit het kabinet. Een jaar later slaagde Martin er na het aangekondigde vertrek van Chretien in om het leiderschap van de Liberale Partij te veroveren en op 12 december 2003 volgde hij Jean Chrétien op als de 21e minister-president van Canada.
Korte tijd later, in het voorjaar van 2004 brak het zogeheten Sponsorship schandaal uit waarbij tussen de $100 miljoen en $250 miljoen aan belastinggeld verdween naar, onder andere marketing-, bedrijven die loyaal waren aan de regerende partij voor vaak onbetekenend werk. De bedoeling was de federatie een beter imago te geven in de vaak opstandige provincie Quebec. Veel geld kwam echter ook terecht bij Martins Liberale Partij. Mede door dit schandaal behaalden de Liberalen slechts een minderheid van zetels bij de parlementsverkiezingen van 2004, hoewel peilingen vóór het uitbreken van het schandaal hadden gewezen op een flinke overwinning.
Een rechter werd aangesteld om de zaak te onderzoeken en als gevolg van belastende feiten die door getuigen naar voren werden gebracht, probeerde de oppositie in het parlement de regering te laten vallen. Nadat het lagerhuis een motie had aangenomen die het kabinet adviseerde af te treden sloeg Martin die in de wind. Mede door procedurele tactieken wist hij diverse stemmingen te overleven. Op 1 november 2005 bracht de onderzoeksrechter het eerste rapport over het schandaal uit. Martin werd daarin vrijgepleit van persoonlijke misdragingen maar zijn positie in het parlement werd onhoudbaar. Oppositieleider Stephen Harper van de Conservatieven en de leider van de linkse NDP Jack Layton dienden een motie van wantrouwen in en op 28 november 2005 kwam het tot een stemming daarover in het Lagerhuis: het vertrouwen in het kabinet van Martin werd opgezegd, een primeur in de Canadese parlementaire geschiedenis. Op 23 januari 2006 werden daarom nieuwe verkiezingen gehouden: Martin verloor van Harper.